# Diane d'Andoins

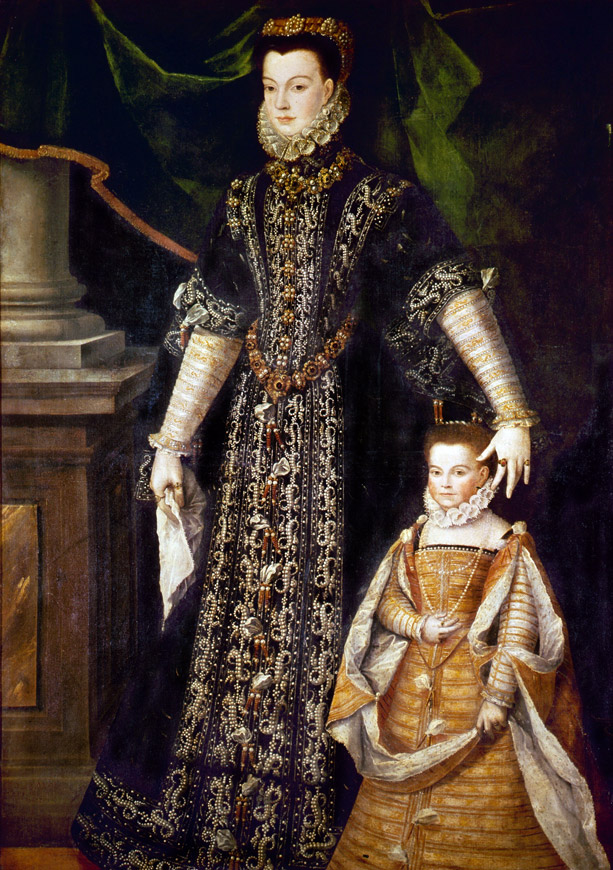
Diane d'Andoins med dotter

Diane d'Andoins, född 1554, död 1620, kallad La belle Corisande, var officiell mätress till kung Henrik IV av Frankrike mellan 1581 och 1587. 
Hon var dotter till Paul Andoins Baron, Viscount och greve av Louvigny, och Marguerite de Cauna, och gifte sig 1568 med Philibert de Gramont (1552-1580), drots i Béarn, greve de Gramont och Guiche, Viscount av Aster och Louvigny, Seigneur de Lescure och guvernör i Bayonne. Hon var känd för sin skönhet och sin smak för riddarromaner och kallades på grund av det sistnämnda för Corisande, ett namn på en hjältinna från en sådan roman. 
År 1581 mötte hon Henrik IV, då monark av Navarra och deltagare i de franska religionskrigen, och blev hans officiella mätress. Hon bidrog till att finansiera hans krig genom att sälja sina diamanter och gods. Henrik skrev ett brev till henne med sitt eget blod där han lovade att gifta sig med henne, ett löfte han aldrig uppfyllde. Enligt vissa historiker fick paret en son vid namn Antonin.